# Klassieke conditionering
Klassieke conditionering, stimulussubstitutie of S-leertype komt neer op het leren van voorwaardelijke reflexen. Leergedrag dat tot stand komt via klassieke conditionering wordt in de cognitieve psychologie gerekend tot een van de ondervormen van het impliciete of niet-declaratieve geheugen. Klassieke conditionering is onderworpen aan een aantal wetten, de conditioneringswetten. Aangenomen wordt dat klassiek conditioneren berust op een adaptief mechanisme waardoor organismen leren toekomstige prikkels met een overlevingswaarde te voorspellen.

## Methode en termen
Klassiek conditioneren gebeurt door een neutrale of conditionele stimulus/voorwaardelijke prikkel (CS: bijvoorbeeld een toontje of lichtflits) te laten volgen door een ongeconditioneerde stimulus/onvoorwaardelijke prikkel (UCS: bijvoorbeeld een milde elektrische schok). De UCS is meestal een stimulus met biologische relevantie, zoals pijn (negatief) of voedsel (positief). Na enige tijd zal de reactie (of reflex) die oorspronkelijk alleen na UCS optrad, ook na de CS optreden (hierbij wordt dus de UCS weggelaten). Dit noemt men dan de conditionele of geconditioneerde reactie: CR. Ander termen daarvoor zijn: voorwaardelijke of geconditioneerde reflex. De CR zal ook optreden na stimuli die lijken op de CS (bijvoorbeeld een toon van een iets hogere frequentie). Dit verschijnsel heet generalisatie. Een variant op het eenvoudige conditioneringsparadigma is ten slotte het discriminatie-leer-paradigma. Hierbij worden twee conditionele stimuli aangeboden, de CS+ (bijvoorbeeld een hoge toon) die wél door de UCS wordt gevolgd, en een CS- (bijvoorbeeld een lage toon) die niet door een UCS wordt gevolgd. Na enige tijd zal de CR alleen na de CS+, en niet na de CS- optreden. Met dit paradigma kan men nagaan welk perceptueel onderscheid een proefdier kan maken tussen allerlei stimuluskenmerken.
Als de CS enige tijd niet door de UCS wordt gevolgd, zal er uitdoving of extinctie van de CR optreden.
Klassieke conditionering moet niet worden verward met een tweede belangrijke vorm van conditioneren, namelijk operante conditionering.

## Neurale basis

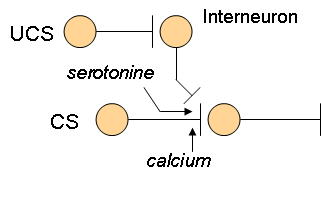
Gesimplificeerd voorbeeld van het cellulaire mechanisme van klassieke conditionering

Onderzoek door Eric Kandel naar de kieuwreflex van de zeeslak Aplysia californica heeft op celniveau het mechanisme blootgelegd dat aan klassieke conditionering ten grondslag ligt. Dit mechanisme, zogeheten presynaptische facilitatie, komt in het kort hier op neer dat twee transmitterstoffen met elkaar samenwerken. Dit zijn de neurotransmitter serotonine die door de onconditionele stimulus (UCS) en een modulerend interneuron vrijkomt, en calcium dat door de conditionele stimulus (CS) wordt opgewekt. Door de convergentie van beide stoffen komt extra neurotransmitter in het presynaptisch neuron vrij. Hierdoor neemt na enkele trials (CS-UCS associaties) de sterkte van de reflex toe. Vooral de timing tussen UCS en CS is hierbij van belang (het optimale interval is 1/2 seconde).
Verder is aangetoond dat structuren in het limbisch systeem zoals de amygdala betrokken zijn bij klassiek conditioneren van affectieve responsen (zie vreesconditionering). Bij klassiek conditioneren van de oogknipreflex zijn de kleine hersenen betrokken.

## Geschiedenis
- Johannes Leo Africanus beschreef in zijn Over de beschrijving van Afrika uit 1526 een methode om kamelen te doen dansen: het volstond om een jong dier regelmatig op een hete vloer te plaatsen en een tamboerijn te rinkelen. De pijn doet de kameel afwisselend steunen van de ene poot op de andere. Na het leerproces zorgt de associatie met de tamboerijn ervoor dat de kameel hetzelfde gedrag stelt zonder de hete ondergrond en 'op bevel' danst.[2]
- Het verschijnsel werd voor het eerst benoemd door de Russisch fysioloog Ivan Pavlov. In het spoor van de Russische reflexleer voerde Pavlov in de eerste jaren van de 20e eeuw een serie psychologische experimenten met honden uit. Dit leidde tot de ontdekking van de geconditioneerde reflex, die gevormd wordt door het proces van de klassieke conditionering. Het experiment waarmee hij dit aantoonde is later bekend geworden als de Hond van Pavlov.

Voor de behavioristen uit het begin van de vorige eeuw waren zelfs de meest gecompliceerde gedragingen te herleiden tot complexe kettingen van aangeboren en geconditioneerde reflexen. Zo zei John Watson: 
Geef mij een stuk of twaalf gezonde kinderen, goed gevormd, en een door mij zelf bepaalde wereld om ze groot te brengen en ik garandeer u dat ik elk ervan, wie u maar wil, kan trainen om, welke specialist ik maar zou kiezen te worden - dokter, advocaat, kunstenaar, winkelchef, ja zelfs bedelaar en dief, ongeacht zijn talenten, neigingen, tendenties, vermogens, roepingen, en het ras van voorouders.
Zo kan zelfs het gecompliceerde emotionele leven door de behavioristen worden verklaard. John Watson besloot namelijk dat er slechts drie aangeboren emotionele reacties bestaan:
vrees, woede en liefde.
- Voortbouwend op Pavlovs fundamenten is de laatste jaren veel vooruitgang geboekt op het veld van klassieke conditionering via oogknipconditionering (zie oogknipreflex), een vorm van motorisch leren (zoals oog-handcoördinatie) welke gedirigeerd wordt door het cerebellum. Andere vormen van klassieke conditionering die inzicht hebben verschaft in de affectieve mechanismen bij de mens zijn angstconditionering, de geconditioneerde vreesreactie (zie vreesconditionering) en geconditioneerde smaakaversie.

## Behavioristische therapieën gebaseerd op klassieke conditionering
Via de theorie en aanpak der klassieke en/of operante conditionering kan soms succes behaald worden bij behandeling van sommige gedragsstoornissen. Deze vormen een onderdeel van de gedragstherapie. Enkele voorbeelden hiervan zijn aversietherapie en systematische desensitisatie.

## Voorbeelden bij de mens
Kinderen huilen niet als ze voor het eerst een dokter met een injectienaald zien, of een tandarts met een boor. Maar de keer daarna zullen ze al huilen als ze of de dokter/tandarts of de naald/boor zien. Dit is een voorbeeld van klassieke conditionering.
Klassieke conditionering wordt vaak gebruikt door reclamemakers. Door het koppelen van een product dat verkocht moet worden aan een stimulus die positieve gevoelens opwekt probeert men om die positieve gevoelens van die stimulus over te zetten naar het product, zodat de kans toeneemt dat het product gekocht zal worden. Denk bijvoorbeeld aan reclame van parfums waarbij aantrekkelijke mannen en vrouwen vaak de hoofdrol spelen.